# モンジュイック・サーキット
シルクイート・ド・モンジュイック（カタルーニャ語:Circuit de Montjuïc, モンジュイック・サーキット）はスペインバルセロナ、ムンジュイックの丘にある公園にあったサーキット。1969年から1975年までハラマ・サーキットと交互にF1スペインGPが開催された。
起伏が激しく危険でマシンのスピードが上がるほどクラッシュが増え、観客4人が死亡する事故が起きた1975年を最後にF1の開催は終了した。
現在はミロ美術館等を擁す街区一帯の道路となっており、その道路は1992年バルセロナオリンピックではマラソンのコースに使われた。